# Джонс, Джордж
Джордж Джонс (англ. George Jones; 12 сентября 1931 — 26 апреля 2013) — один из наиболее известных вокалистов в истории кантри-музыки. Рекордсмен по количеству хитов, побывавших в кантри-чартах США (по состоянию на конец 2005 года — сто шестьдесят семь).
Джонс известен своим интонационно богатым вокалом и выразительной манерой исполнения, позволяющими ему с помощью неуловимых нюансов передавать эмоциональное состояние, которого требует исполняемая песня (как правило, это чувства горя и утраты). Его нередко сравнивают с Фрэнком Синатрой, который как-то отозвался от Джонсе как о своём главном конкуренте в мире музыки.
Первыми хитами Джонса были баллады «White Lightning» (1959) и «Tender Years» (1961). В последующем его карьера знала немало взлётов и падений, поскольку певец стал запойным алкоголиком, был вынужден проводить немало времени в наркологических клиниках, а его концерты регулярно отменялись за несколько часов до представления.
В 1970-е гг. к этой пагубной привычке присоединилось пристрастие к кокаину, которое поставило под угрозу жизнь Джонса. По слухам, при записи своей самой знаменитой песни — «He Stopped Loving Her Today» (1980, премия «Грэмми») — певец был настолько пьян, что выговорить слова ему удалось далеко не с первой попытки.
В 1975 году распался его брак с кантри-дивой Тэмми Уайнетт, которая в своих мемуарах вспоминала, как была вынуждена прятать от мужа ключи от его автомобилей, дабы он не мог добраться до ближайшего бара. Впрочем, в этих случаях он передвигался в сторону распивочных заведений на иных подручных средствах, например, на газонокосилке.
- 16 Biggest Hits (1998)